# شريف عرفة (كاتب)
شريف عرفة باحث وكاتب في علم النفس الإيجابي، فنان كاريكاتير محترف، صنفت بعض مؤلفاته ضمن الأكثر مبيعا. وحصل على عدد من الجوائز لأعماله.

## التعليم
ماجستير علم النفس الإيجابي التطبيقي- ماجستير إدارة الموارد البشرية - بكالوريوس طب وجراحة الفم والأسنان
- ماجستير علم النفس الإيجابي التطبيقي- كلية علم النفس بجامعة إيست لندن UEL
- ماجستير إدارة الأعمال MBA -تخصص إدارة الموارد البشرية- كلية الدراسات العليا في الإدارة- AAGSB.
-بكالوريوس طب وجراحة الفم والأسنان – جامعة القاهرة.
- اجتاز دورات متعددة منها:
-تصميم البرامج التدريبية في الاتحاد الأمريكي للإدارة AMA/ البرمجة اللغوية العصبيةNLP الكود الجديد للبرمجة اللغوية العصبية على يد المؤسس جون جريندر/ ورشات عمل في العلاج المعرفي السلوكي مثل العلاج السلوكي الديلاكتيكي والعلاج المبني على التعاطف والسايكو دراما وغيرها.

## المسيرة المهنية
- عمل في مجلة وجريدة روزاليوسف المصرية، كرئيس قسم وفنان كاريكاتير وكاتب، بين عامي 1999 وحتى 2010.[بحاجة لمصدر]
- كاتب في علم النفس الإيجابي تصدر كتبه عن  الدار المصرية اللبنانية.[5]
- تنشر مقالاته الإنجليزية بالموقع العلمي Positive Psychology News[6]
- فنان كاريكاتير صحيفة الاتحاد الإماراتية منذ 2011 وحتى الآن.[7]
- تتناقل رسومه مواقع عالمية مختلفة مثل Cagle الأمريكي للكاريكاتير و موقع cartoonmovement الهولندي للصحافة المرئية.[5]

## أعماله الأدبية
تصدر كتبه عن الدار المصرية اللبنانية في القاهرة، وعادة ما تتصدر قوائم الأكثر مبيعا. وهي:

### كتب ألفها
- «كيف تصبح إنسانا؟ ما بعد التنمية الذاتية» (تأليف ورسوم) تقديم البروفيسور أحمد عكاشة.
- كتاب «لماذا من حولك أغبياء؟ دليلك الشخصي لخلق تواصل مع من لا يفهمونك» (تأليف ورسوم)
- كتاب «تخلص من عقلك» (تأليف ورسوم)  - كتاب «أن تكون نفسك-دليلك العلمي للسعادة والنجاح» (تأليف ورسوم)
- كتاب كاريكاتير بعنوان (.....!) يضم رسومه الكاريكاتورية بدون تعليق.[بحاجة لمصدر]
- كتاب «إنسان بعد التحديث_ دليلك العلمي للارتقاء النفسي» (تأليف ورسوم)
- كتاب لماذا يريد الرجل وترفض المرأة؟ دليلك العملى لحياة جنسية ايجابية

### كتب شارك فيها
- كتاب كذا مذا (تأليف: أ.جمال الشاعر- الغلاف والرسوم الداخلية: شريف عرفة).
- كتاب الأوقاف في سطور وصور (تأليف: د.هدى السعدي- رسوم داخلية: شريف عرفة).

## التفاعل مع كتاباته
حظيت كتاباته بردود أفعال إيجابية من الكتاب والباحثين والمتخصصين. أشاد أحمد عكاشة بكتابه «كيف تصبح إنسانا؟» الذي قام بتقديمه، وأشاد باحث علم الاجتماع دكتور عمار علي حسن، بذات الكتاب وخصص حلقات تلفزيونية لمناقشته، ونشرت جريدة الأهرام مقالا للدكتور وحيد عبد المجيد يمدح فيه كتاب شريف (كيف تصبح إنسانا؟)، وقام الفنان محمد صبحي بترشيح الكتاب لمشاهديه في برنامجه «مفيش مشكلة خالص»،
وأشاد به الروائي أحمد خالد توفيق رغم انتقاده لمجال التنمية الذاتية، واستشهد بكتابات شريف أكثر من مرة واصفا إياه بأنه «مهتم بعلم النفس والتنمية البشرية بشكل خاص، وأشهد أنه جاهد كى يحول هذا الشيء المبهم إلى علم محترم».

## محاضراته
يقدم محاضرات وحفلات توقيع دورية لكتبه في ساقية الصاوي في الزمالك، كما حاضر في عدد من الجامعات منها: الجامعة الأمريكية بالقاهرة، وكلية الإعلام بجامعة القاهرة وكلية الهندسة بجامعة القاهرة وكلية الفنون الجميلة بجامعة الإسكندرية وكلية طب الأسنان بجامعة قناة السويس.[بحاجة لمصدر]

## مشاركات إعلامية
- تمت استضافته في عدد من الفضائيات (سكاي نيوز العربية- روتانا خليجية، الفضائية المصرية- شبكة راديو وتلفزيون العرب - قناة أوربت – قناة النايل تي في - قناة عين- قناة النيل للمنوعات – قناة النيل الثقافية - قناة النهار[11])[بحاجة لمصدر]

## جوائز
تشرح وحصل على عدد من الجوائز، منها:
- تم ترشيحه لجائزة الصحافة العربية -الدورة الرابعة عشر[12]
- جائزة الكاريكاتير العربي[4]
- ترشح لجائزة الصحافة العربية الدورة الحادية عشرة[13]
- المركز الأول، في مسابقة مانيسا الدولية للكاريكاتير.[3]

## أسلوبه في الكتابة
في بداياته تدرب شريف في الاتحاد الأمريكي للإدارة على التركيب البنائي للبرامج التدريبية في واشنطن، وحصل على دورات متعددة في مجالات الإدارة والتسويق والقيادة والبرمجة اللغوية العصبية والكود الجديد للبرمجة اللغوية العصبية، منها على يد (جون جريندر) الرجل الذي أسس البرمجة اللغوية العصبية. إلا أنه لم يقتنع بهذه البرامج نظرا لافتقارها لأبحاث وأدلة علمية تدعم افتراضاتها، لذلك اتجه لدراسة علوم أكاديمية مثل علم الإدارة فحصل على ماجستير إدارة الأعمال MBA متخصصا في إدارة الموارد البشرية، كما حصل علي درجة ماجستير علم النفس الإيجابي التطبيقي من جامعة إيست لندن، وهو فرع حديث في علم النفس يهتم بدراسة السعادة وحسن الحال بناءا علي الدراسات العلمية، وهو ما انعكس علي كتابات شريف عرفة التي أصبحت تعتمد على مراجع أكاديمية كالتجارب والأبحاث.

## اقرأ أيضًا
- تنمية بشرية
- إبراهيم الفقي
- عمرو خالد
- طارق السويدان

## وصلات خارجية
- الموقع الرسمي للدكتور شريف عرفة
- صفحة مؤلفاته على جود ريدز
- صفحة مؤلفاته على موقع فكرة